# 武井保雄
武井保雄（1931年1月4日—2006年8月10日），日本知名企业家，武富士个人信贷公司的创始人，个人资产56亿美元，前日本首富。
1931年生于东京附近的埼玉县深谷市，母亲是小杂货店店主。武井的中学时代正值二战后期，中学未毕业就进了当时的陆军飞行学校——日本的战争预备队。1945年后武井和很多学生军人一样沦入失业大军，武井到处流浪，靠打零工糊口，做过各种合法以及不合法的小生意。1966年进入高利贷行业。
2010年9月28日，武富士因无力偿还4336亿日元（約52億美元）债务而申请破产保护。
2011年4月9日，武富士被韓國A&P Financial、Tokyo Star Bank Ltd收購。